# The Invisible Chronicles
The Invisible Chronicles è film del 2009 diretto da David DeCoteau, liberamente tratto dal romanzo di fantascienza L'uomo invisibile di H.G. Wells del 1897.

## Trama
Griffin, un giovane e brillante studente universitario, nel corso di alcuni esperimenti ha scoperto il siero dell'invisibilità. Per poter spiare i suoi compagni di università, Griffin se lo inietta diventando così invisibile. Ma dopo aver scoperto che gli effetti del siero sono permanenti, il ragazzo si trasforma in un sanguinario omicida.